# Kongenitaler Hyperinsulinismus
Kongenitaler Hyperinsulinismus (HI) ist eine seltene angeborene Störung der Bauchspeicheldrüse, die durch erhöhte Insulinausschüttung und daraus resultierender Unterzuckerung (Hypoglykämie) gekennzeichnet ist. Der HI ist eine der häufigsten Ursachen für Hypoglykämie in Neugeborenen und Kleinkindern und ein Risikofaktor für die Entstehung von bleibenden Hirnschäden.
Symptome des HI reichen von erhöhtem Hungergefühl, Apathie, Blässe, Nervosität bis hin zu Krampfanfällen, Koma und Tod des Betroffenen. Daher sind frühe Diagnose und Intervention erforderlich, um bleibenden neurologischen Schäden vorzubeugen. Manche Fälle des HI äußern sich in erhöhtem Geburtsgewicht.
Die Ursachen des HI liegen meist in genetischen Defekten in der Regulation des Blutzucker-Sensorsystems der β-Zellen der Langerhans-Inseln in der Bauchspeicheldrüse. HI kann histologisch in diffuse oder fokale Formen unterteilt werden. Während bei der diffusen Form alle Insulin produzierenden β-Zellen der Bauchspeicheldrüse betroffen sind, liegt bei der fokalen form eine somatische Mutation vor, die sich auf einzelne, adenomartige Abschnitte innerhalb der Bauchspeicheldrüse beschränkt.
Die Behandlung von HI ist abhängig von der histologischen Form und genetischen Ursache. Leichtere Fälle des HI können mit angepasster Ernährung kontrolliert werden, während schwerwiegendere Fälle medikamentös behandelt werden müssen. In besonders schweren Fällen kann die Resektion eines großen Teils der Bauchspeicheldrüse vonnöten sein. Im Falle der fokalen Form des HI kann oft durch eine Operation das betroffene Gewebe aus der Bauchspeicheldrüse gezielt entfernt und damit die Krankheit dauerhaft geheilt werden.
HI ist eine seltene Erkrankung mit einer Inzidenz von etwa 1:40.000 in Nordeuropa. In Teilen der Welt mit hohem Anteil an Konsanguinität wird die Inzidenz mit 1:2500 jedoch deutlich höher eingeschätzt.

## Mechanismen und Ursachen
HI wird durch genetische Defekte in der Regulation der Insulinausschüttung der β-Zellen in den Langerhans-Inseln der Bauchspeicheldrüse verursacht. Dies führt zu einer unangemessen hohen Insulinsekretion mit anschließender Hypoglykämie.
Beim HI werden drei Arten histologisch unterschieden: diffuser, fokaler und atypischer HI. HI kann auch in transienter Form auftreten, die unabhängig von der Ursache innerhalb der ersten zwei Lebensmonate eigenständig abheilt. Bei der diffusen Form des HI sind alle Langerhans-Inseln der Bauchspeicheldrüse von einer Genmutation betroffen.
Beim fokalen HI sind alle Zellen von einer heterozygoten Mutation betroffen, die alleine nicht ausreichend wäre, um HI zu verursachen. Erst wenn eine zweite, somatische Mutation das gesunde Allel krankhaft verändert, kommt es zur Entstehung von einzelnen, adenomartigen Abschnitten innerhalb der Bauchspeicheldrüse, in denen die Insulinsekretion stimuliert wird.
Betroffene Gene sind zum Beispiel der ATP-sensitive Kaliumkanal (ABCC8 und KCNJ11), Glutamatdehydrogenase (GLUD1), Glucokinase (GCK), short-chain 3-hydroxyacyl-CoA dehydrogenase (HADH), Transkriptionsfaktoren (HNF1A, HNF4A) und Andere (SLC16A1, UCP1, PGM1 etc.).

### ATP-sensitiver Kaliumkanal (ABCC8,KCNJ11)
ABCC8 und KCNJ11 kodieren für die zwei Untereinheiten des ATP-sensitiven Kaliumkanals, der bei der Regulation der Insulinsekretion die Senkung des Membranpotentials steuert. Rezessive Mutationen in ABCC8 und KCNJ11 sind die häufigste Ursache von HI. Meist führen diese Gendefekte zu einer Minderung oder zum Verlust der Funktion des ATP-regulierten Kaliumkanals. Dominante Mutationen in ABCC8 und KCNJ11 führen auch zur Minderung der Funktion des ATP-sensitiven Kaliumkanals, allerdings ist dies oft weniger stark ausgeprägt.

### Glutamatdehydrogenase (GLUD1)
Dominante Mutationen in GLUD1 sind die zweithäufigste Ursache für HI. Betroffene leiden an einer Unterform des HI, die durch Hyperammonämie gekennzeichnet ist. GLUD1 kodiert für das mitochondriale Enzym Glutamatdehydrogenase (GDH). GDH setzt Glutamat zu α-Ketoglutarat um, das im Citratzyklus weiter verstoffwechselt wird. Dies führt zu einer Produktion von ATP, das die Schließung der ATP-sensitiven Kaliumkanäle und anschließend die Insulinsekretion stimuliert.
Die Aktivität von GDH wird von verschiedenen Faktoren beeinflusst. So kann zum Beispiel die Aminosäure Leucin die Aktivität von GDH steigern, während GTP, ein Nukleosidtriphosphat, die Aktivität reduziert. Letzteres kann durch eine Mutation in GLUD1 eingeschränkt sein. Dies fördert die Stimulation der Aktivität von GDH durch Leucin. Daher können proteinreiche Mahlzeiten in Betroffenen zu Hypoglykämie führen.

### Glucokinase (GCK)
Glucokinase ist der Glukosesensor der pankreatischen β-Zellen. Glucokinase phosphoryliert Glukose zu Glukose-6-Phosphat, einer der ersten Schritte des Blutzucker-Sensorsystems. DominanteMutationen, welche die Affinität der Glucokinase für Glukose erhöhen, setzen den körpereigenen Richtwert für Euglykämie herab, wodurch β-Zellen schon bei niedrigem Blutzuckerspiegel zur Insulinausschüttung angeregt werden.

### Short-chain 3-hydroxyacyl-CoA dehydrogenase (HADH)
Short-chain 3-hydroxyacyl-CoA dehydrogenase (SCHAD) ist ein Enzym der β-Oxidation. Rezessive Mutationen die zum Verlust dieses Enzyms führen, sind eine seltene Ursache des HI. Wie SCHAD die Insulinsekretion reguliert und warum der Verlust des Enzyms HI verursacht sind noch nicht völlig geklärt. Eine wahrscheinliche Ursache könnte in der Interaktion von SCHAD mit GDH liegen. Eine Funktion von SCHAD ist möglicherweise die Hemmung der GDH Aktivität. Ähnlich wie bei Mutationen in GLUD1, sind Patienten mit rezessiven Mutationen in HADH anfällig für Hypoglykämie nach proteinreichen Mahlzeiten. Ein charakterisierendes Merkmal dieser Form des HI sind erhöhte Werte von 3-Hydroxyglutarat im Urin und Hydroxybutyrylcarnitin im Blut der Betroffenen.

## Diagnose
Ein erstes Anzeichen für HI ist die Diagnose einer Hypoglykämie. Dies liegt vor, wenn der Blutzuckerspiegel unter 50 mg/dl (2,8 mmol/l) fällt. Hypoglykämie in Kindern kann neben HI verschiedene Ursachen haben. Daher sind klinische Hinweise, Labortests und molekulargenetische Analysen ausschlaggebend für eine Diagnose des HI.

### Klinische Hinweise
Die Symptome des HI und der Unterzuckerung können verschiedene Ursachen haben. Neben HI können zum Beispiel Defekte in der körpereigenen Produktion (Glykogensynthese) oder Ausschüttung (Glykogenolyse) von Glukose durch die Leber zu Hypoglykämie führen.
Um diese auszuschließen, kann ein Glukagontest angewandt werden. Das Hormon Glukagon stimuliert die Glykogensynthese und Glykogenolyse und sorgt so für einen Anstieg des Blutzuckerwertes während einer Hypoglykämie. Sind diese Prozesse gestört, wirkt Glukagon nicht und ein kann HI ausgeschlossen werden. Steigt der Blutzuckerspiegel nach einer Gabe von Glukagon, ist erhöhte Insulinsekretion eine wahrscheinlichere Ursache der Hypoglykämie.

### Labortests
Oft kann beim HI ein erhöhter Insulinwert während einer Hypoglykämie im Blut festgestellt werden. Da ein erhöhter Insulinwert allerdings nicht immer eindeutig ermittelt werden kann, werden Blutproben auch auf die Menge an freien Fettsäuren und Ketonkörpern hin untersucht. Eine der Funktionen des Insulins ist die Unterdrückung der Fettverbrennung. Daher wird bei HI auch während einer Hypoglykämie weniger Fett metabolisiert, was eine Verminderung der freien Fettsäuren und Ketonkörpern im Blut zur Folge hat. Diese Tests sind auch wichtig, um auszuschließen, dass die Ursache für die Hypoglykämie in einem Defekt des Fettstoffwechsels liegt, der die Menge an Fettsäuren und Ketonkörpern unabhängig von der Wirkung des Insulins vermindert.

### Molekulargenetische Analysen
Da HI meist durch eine bestimmte Genmutation verursacht wird, kann diese durch Gentests bestimmt werden. Wird keine der bekannten Mutationen festgestellt, kann die Ursache des HI eine somatische Mutation sein, oder, in seltenen Fällen, eine noch unbekannte Mutation vorliegen. Das Resultat der molekulargenetischen Analyse ist oft ausschlaggebend für die weitere Diagnose und Art der Behandlung.

## Behandlung
Die Behandlung von HI hat als Ziel den Blutzuckerspiegel optimal zu kontrollieren. Dies kann durch Medikamente, Operation (beim fokalen HI und in seltenen Fällen beim diffusen HI) und angepasste Ernährung erreicht werden.

### Kurzzeit- und Notfallbehandlung
In akuten Fällen ist es notwendig, den Blutzuckerspiegel über 3,5 mmol/L zu halten, um neurologischen Komplikationen vorzubeugen. Dies kann durch eine orale oder intravenöse Gabe einer Glukoselösung erfolgen. Neben Glukose kann auch das Glukagon zur Stabilisierung des Blutzuckers verwendet werden.

### Medikamentöse Langzeitbehandlung
Die Langzeitbehandlung hängt von der zugrunde liegenden Genmutation ab und muss daher individuell angepasst werden. Patienten mit intaktem ATP-sensitiven Kaliumkanal können mit Diazoxid, einem Agonisten des ATP-sensitiven Kaliumkanals, behandelt werden. Diazoxid wirkt dadurch, dass es sich an den Kaliumkanal bindet und diesen öffnet. Dies hat die Verminderung der Insulinsekretion zur Folge. Bei HI Patienten mit rezessiven und manchen dominanten Mutationen des ATP-sensitiven Kaliumkanals, wirkt Diazoxid allerdings oft nicht und es muss auf andere Therapien zurückgegriffen werden.
Neben Diazoxid können auch Octreotide und andere Somatostatin-Analoga zur Therapie genutzt werden. Diese hemmen die Insulinsekretion dadurch, dass sie die Wirkung des Hormons Somatostatin nachahmen.

### Ernährung
Die Ernährung hat bei der Behandlung des HI eine große Bedeutung. Schwankende Blutzuckerspiegel und ein gestörtes Essverhalten (Nahrungsverweigerung, Heißhunger, Erbrechen) gehen oft Hand in Hand miteinander. Zudem haben viele Betroffene eine geringe Toleranz gegenüber längeren Nüchternzeiten. Eine häufigere Nahrungsaufnahme kann helfen, den Blutzucker stabil zu halten, kann aber in vielen Fällen schwer umzusetzen sein. Besonders im Säuglings- bis Kindesalter kann daher eine Sondenernährung vonnöten sein. Des Weiteren kann Mehrfachzucker wie Maltodextrin der normalen Nahrung zugefügt oder eine energiereiche Nahrung gegeben werden.